# Amomum loheri
Amomum loheri är en enhjärtbladig växtart som beskrevs av Karl Moritz Schumann. Amomum loheri ingår i släktet Amomum och familjen Zingiberaceae. Inga underarter finns listade i Catalogue of Life.